# Gdaňská církevní provincie

Gdaňská církevní provincie

Gdaňská církevní provincie je jedna z čtrnácti církevních provincií římskokatolické církve na území Polské republiky.
Byla vytvořena dne 25. března 1992 papežskou bulou Totus Tuus Poloniae populus.
Území provincie se člení na tyto diecéze:
- Arcidiecéze gdaňská (vznik 1925, do 1972 podléhala přímo Svatému stolci v letech 1972-1992 část Hnězdenské církevní provincie)
- Diecéze pelplinská (vznik 1992). Navazuje na diecézi chełmenskou existující v letech 1243-1992; ta byla do roku 1566 součástí Rižské církevní provincie, od 1566 fakticky a od 1821 i formálně do 1992 částí Hnězdenské církevní provincie a od roku 1824 měla sídlo v Pelplině
- Diecéze toruňská (vznik 1992)

V čele Gdaňské církevní provincie stojí arcibiskup-metropolita gdaňský, v současnosti (od roku 2008) Sławoj Leszek Głódź.